# Saint-Allouestre
Saint-Allouestre è un comune francese di 648 abitanti situato nel dipartimento del Morbihan nella regione della Bretagna.

## Società

### Evoluzione demografica
Abitanti censiti